# Носи Комба
Носи Комба (англ. Nosy Komba) — вулканічний острів біля північно-західного узбережжя Мадагаскару, розташований між островами Носи Бе та Мадагаскар. Острів популярний в туристичному плані.

## Географія
Острів, який виник внаслідок діяльності вулкана Антанінаомби, розташований у Мозамбіцькій протоці, в районі північно-західного узбережжя Мадагаскару, між островами Носи Бе та Мадагаскар, і адміністративно відноситься до регіону Діана.
Острів має площу 25 км², при довжині (з півночі на південь) — 6,5 км, та максимальній ширині до 5,2 км. Висота конуса вулкана Антанінаомби — 622 м. — є найвищою точкою острова.
Острів Носи Комба також називається Носи Амбарівато, що означає «острів в оточенні скель». Він вкритий густими джунглями, які мають багату флору та фауну. Острів є домівкою для багатьох видів лемурів, яких місцеве населення вважає священними. Прекрасні пляжі Носи Комба й переважна малолюдність роблять його відмінним місцем для любителів відпочинку.

## Галерея

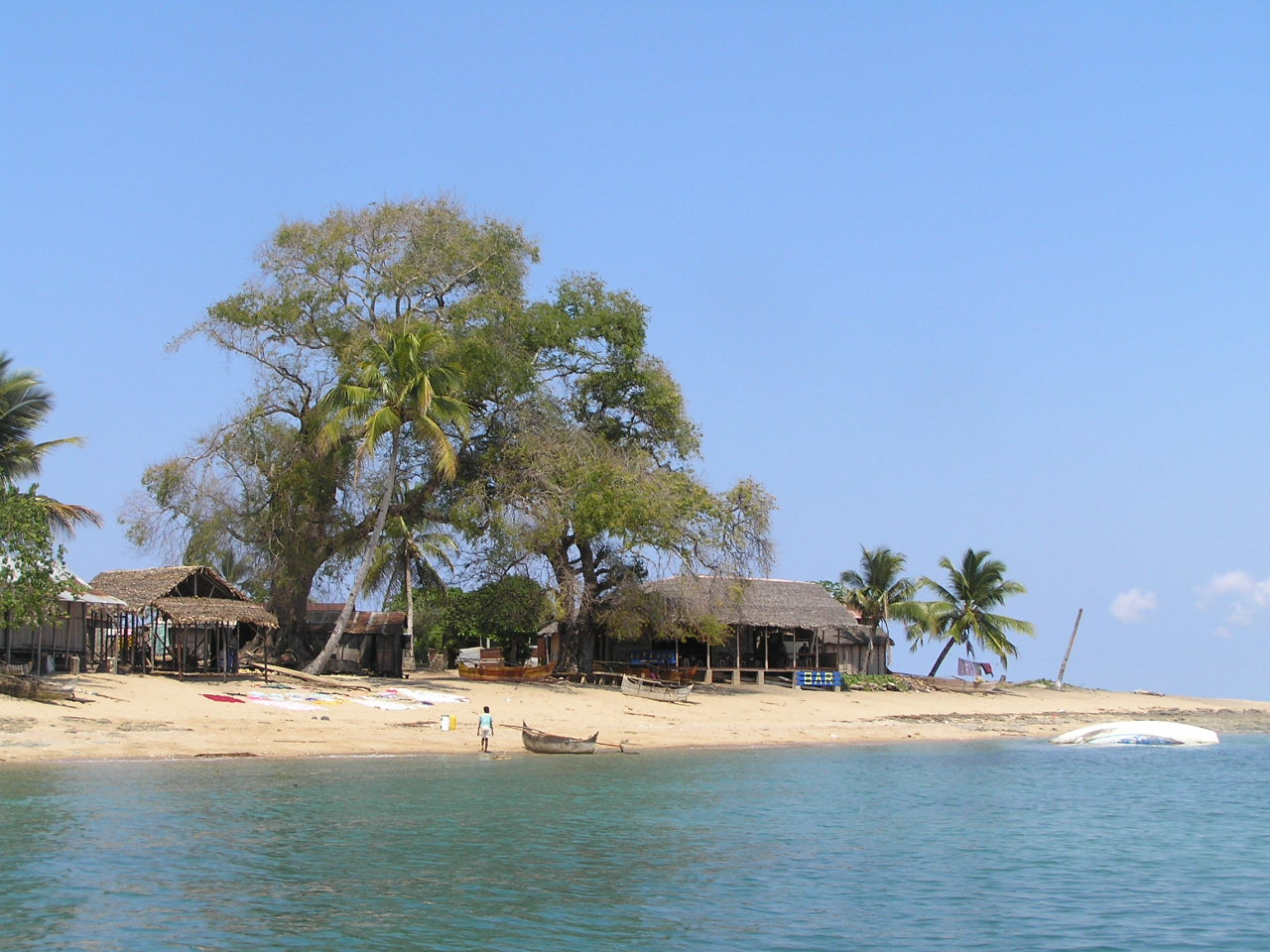
Будинок на пляжі
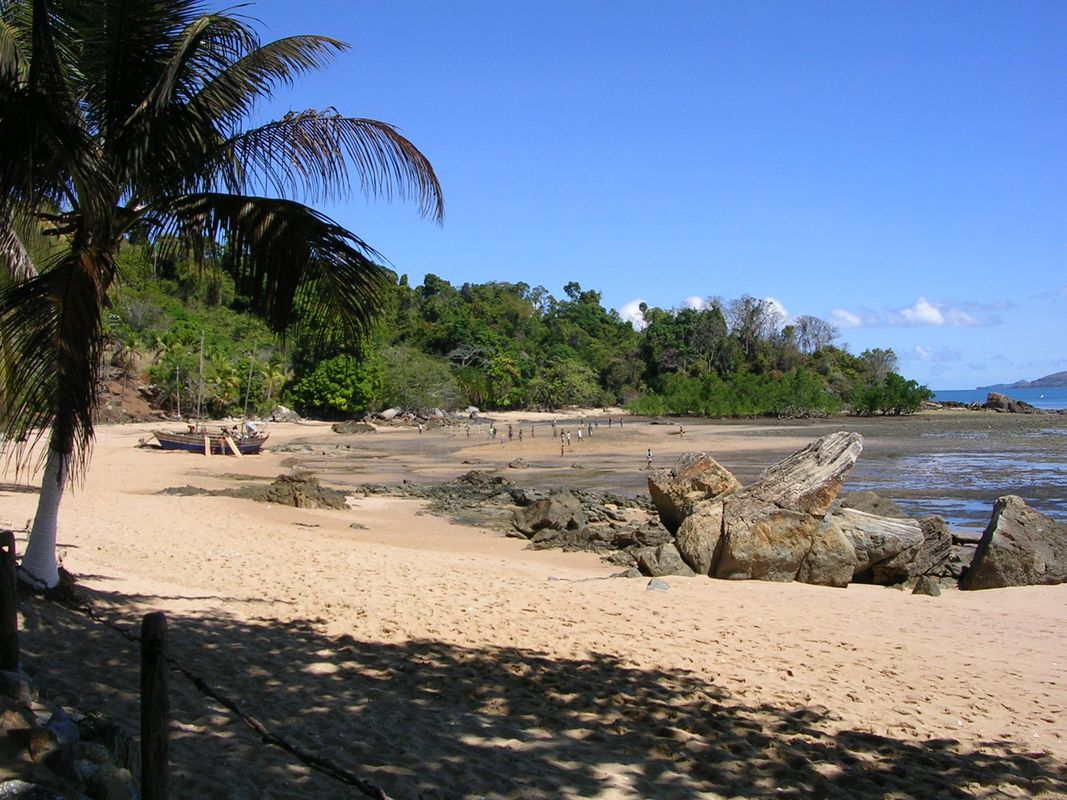
Пляж
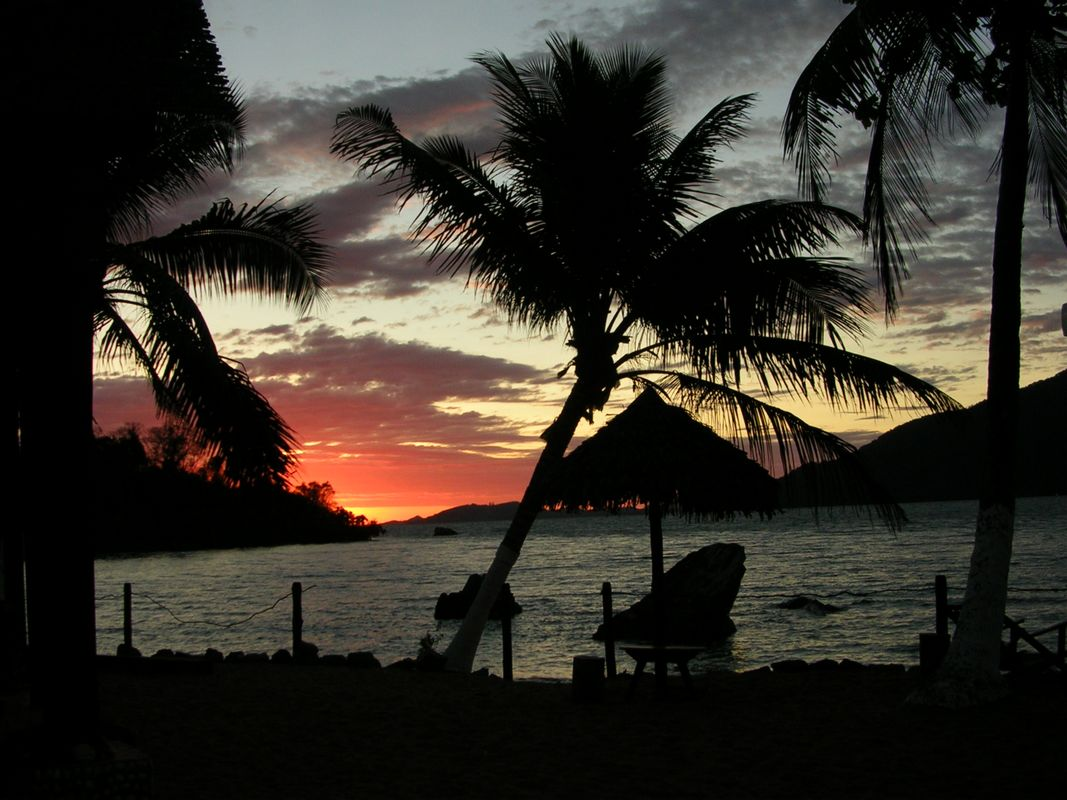
Захід сонця
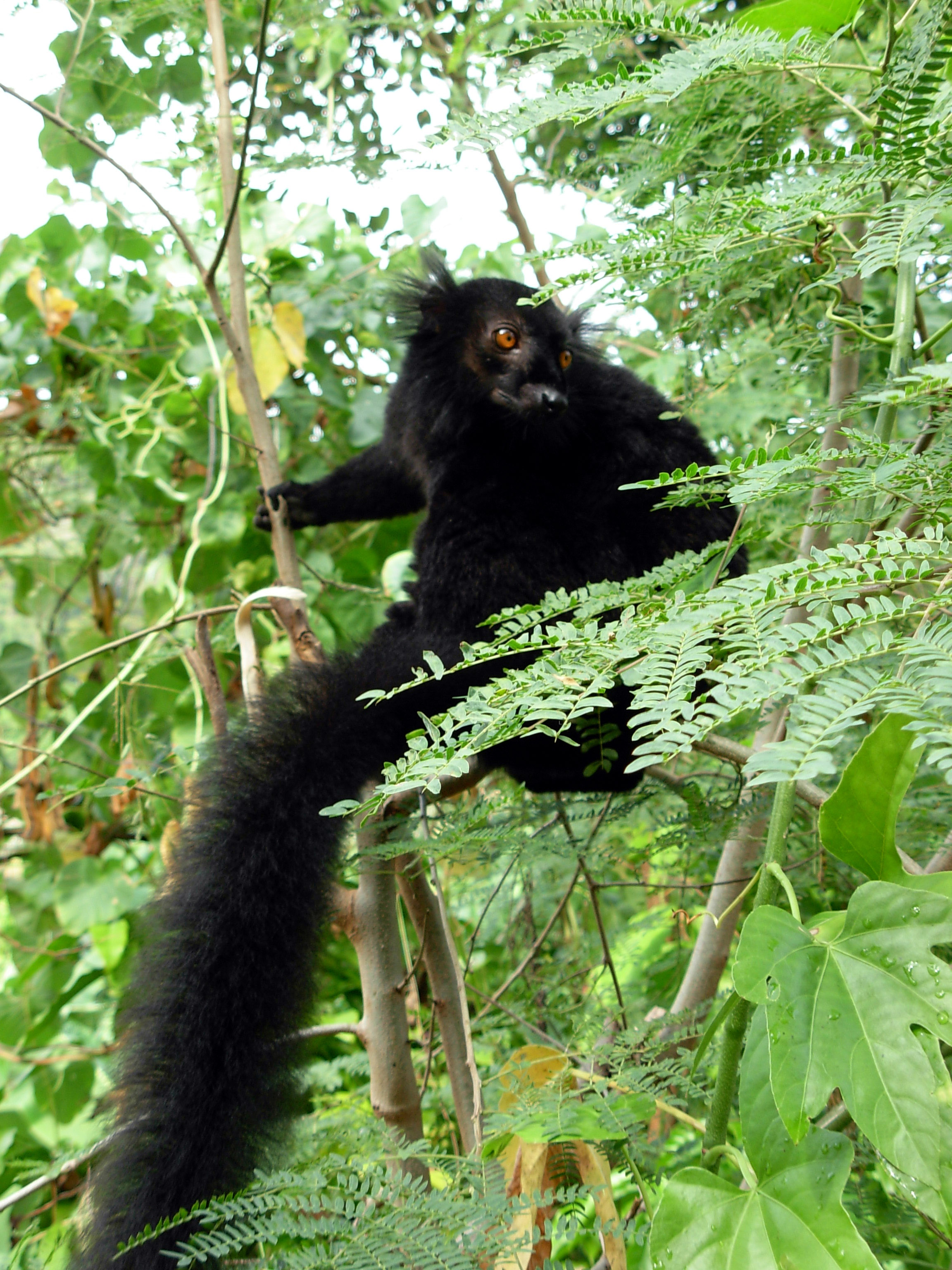
Лемури